# Кобяково (Владимирская губерния)
Кобяково — упразднённое сельцо на территории Александровского района Владимирской области России. Исчезла до 1901 года.

## География
По данным 1859 года — владельческое сельцо 2-го стана Переславского уезда при речке Киржелке, в 26 верстах от уездного города.

## История
Впервые появляется на карте Владимирской губернии начала XIX века.
Упоминается на топографической межевой карте Александра Менде 1848-1850 годов
В списке 1857 года упоминается как помещичье сельцо Переславского уезда Владимирской губернии в приходе Никольского погоста. 
Во второй половине XIX века сельцо исчезло.

## Население
По данным VIII ревизии 1835 года проживало 7 человек (4 мужчины и 3 женщины), по данным IX ревизии 1850 года — 6 человек (4 мужчины и 2 женщины), по данным 1857 года — 13 человек (5 мужчин и 8 женщин) в 2 дворах, по данным 1859 года проживало 17 человек (6 мужчин, 11 женщин) в 2 дворах.

## Инфраструктура
По данным 1857 года 13 человек в 2 дворах, занимались земледелием и ткацкой работой. Имелся господский деревянный дом Петрова и хлебозапасный магазин.